# Метална амбалажа у прехрамбеној индустрији
Метална амбалажа се производи од белог лима, црног лима, хромираног лима, алуминијумског лима, алуминијумске фолије, и др. За производњу белог, црног, и хромираног лима се користе танке нискоугљеничке челичне траке добијене поступком хладног ваљања, а за производњу алуминијумског лима хладноваљане танке алуминијумске траке.
За израду металне амбалаже користе се и помоћни материјали: легуре за лемљење, разне врсте лака, запитивне масе, боје за литографију и др.

## Материјали за израду металне амбалаже

### Бели лим
Бели лим је хладно ваљани челични лим са малим садржајем угљеника, превучен са обе стране комерцијално чистим калајем (чистоће 99,75%). Челична основа обезбеђује добра механичка својства лима, док калајна превлака даје сјајни изглед, штити лим од корозије и поседује високу хемијску стабилност.
Дебљина лима који се користи у индустрији конзерви, износи од 0,24 до 0,32 mm. Калај се наноси на челичну основу потапањем у растопљени калај (топло калајисање)или електолитичким поступком. Калај се на лим наноси са обе стране. Маса калаја у превлаци изражава се у g/m².
Топлокалајисани лимови (H) имају масу калајног слоја од 14,4 до 36 g/m² рачунато са обе стране. За производнју амбалаже за паковање прехрамбених производа користи се бели лим у облику табли, калајисан електролитичким поступком. Електролитички лимови са истом масом калаја на обе стране обележавају се као Е - типови.
Садржај бакра и фосфора у белом лиму мора бити одговарајући, калајисање мора бити равномерно, без изражене порозности и корозије, површина лима мора бити сјајна и глатка. Осим тога лим за израду амбалаже мора бити лакиран са обе стране, јер се на тај начин спречава утицај агресивних састојака хране (киселине, сумпорна једињења) на састојке лима и штити лим од спољашње корозије.

### Хромирани лим
Хромирани лим је челични лим превучен слојем хрома дебљине 0,02 - 0,05 μm. Он се лакира и користи за производњу поклопаца, затварача и плитке дводелне лименке.

### Црни лим
Црни лим је хладноваљани лим одређених својстава. Користи се за производњу амбалажа великих запремина од 180 до 200 l и може се накнадно заштитити лакирањем.

### Алуминијум
Обично се користи за израду лименки, фолија и вишеслојне амбалаже. Алуминијум је лаган сребрнасто бели метал добијен из бокситне руде. у бокситној руди алуминијум је присутан у комбинацији са кисеоником као алуминијум оксид. Магнезијум и манган се често додају алуминијуму да побољшају његову чврстину. Насупрот многим металима алуминијум је јако отпоран на све облике корозије. Његова природна прекривеност алуминијум оксидом обезбеђује врло ефикасну баријеру на дејство ваздуха, температуре, влаге, и хемијских агенаса.
Поред обезбеђивања одличне баријере за влагу, ваздух, непријатне мирисе, светло и микроорганизме, алуминијум поседује добру савитљивост и еластичност површине, одличну рестегљивост и способност обликовања. Алуминијум је такође и одличан материјал за рециклажу, јер је једноставна поновна обрада у нови производ.
Чист алуминијум се користи за лагана паковања углавном хладних безалкохолних пића, хране за кућне љубимце, морске хране. један од главних недостатака алуминијума је немогућност варења, што га чини корисним само за формирање бешавних кутија.

### Алуминијумска фолија
Алуминијумска фолија се прави од чистог алуминијума ваљањем у веома танке листове, уз прекаљивање у циљу постизања потпорних особина што омогућава да буде тесно савијена. Осим тога алуминијумска фолија је доступна у широком опсегу дебљина, при чему се тање фолије користе за умотавање хране, а дебље као подметачи.
Као и сва алуминијумска паковања фолија обезбеђује одличну баријеру за влагу, ваздух, непријатне мирисе, светлост и микроорганизме. Иако се алуминијум лако рециклира фолије не могу бити направљене од рециклираног алуминијума, јер се образују рупице у танким листовима.

## Врсте и облици металне амбалаже
За паковање хране и пића најчешће се користе лименке. Лименке се израђују од белог, хромираног и алуминијумског лима.

### Лименке од белог лима
Лименке (кутије) од белог лима имају врло широку примену за паковање прехрамбених производа, посебно оних намењених за конзервисање стерилизацијом. По стандарду лименка је чврста метална посуда за херметичко паковање прехрамбених производа и пића. Лименке се израђују од белог електролитичног лима, дебљине од 0,25 до 0,36 mm, заштићеног лаком са обе стране. Лим може бити са спољашње стране литографисан.
Лименке за прехрамбене производе разликују се по капацитету, по конструкцији (дводелне, троделне), по попречном пресеку (округле, четвртасте, овалне, трапезне, троугласте - мандолина), облику (цилидричне, облика квадра).
Капацитет лименки је унутрашња запремина лименки изражена у ml. Лименке се декларишу на основу пречника и капацитета или пречника и висине. Округле лименке које се користе за конзервисање прехрамбених производа и пића морају имати стандардне пречнике.

### Дводелне лименке
Дводелне лименке се састоје из омотача и дна које чине један део, док други део чини поклопац. Због начина производње омотач је без појачања и без уздужног споја. Најчешће се израђују од алуминијума и белог лима.

## Примена металних амбалажа у прехрамбеној индустрији
Најширу употребу у прехрамбеној индустрији имају лименке од белог и алуминијумског лима јер су непропусне за гасове, водену пару, електромагнетно зрачење и микроорганизме. Лименке су амбалажа добрих механичких и заштитних својстава па се могу користити за паковање течних, вискозних и чврстих производа. Такође се користе за паковање хигроскопних и производа са малим садржајем воде.
Лименке од белог лима се користе за производе који се пастеришу или стерилишу најчешће производи од воћа, поврћа, месних прерађевина и готових јела.
Лименке од алуминијумског лима и дубоковучене лименке се користе за паковање месних прерађевина, пића, рибе и других производа.
Алуминијумске тубе су флексибилне, неповратне, продајне амбалаже. Оне су цилиндричног облика који на горњем делу прелази у кратки врат (сужени део тубе са навојем). На крају грла налази се отвор који је често затворен алуминијумском мембраном. Користе се за пакованје пастозних производа попут мајонеза, паштета, кремова, премаза, сенфа, и др.
Бурад и цистерне се израђују од нерђајућег челика и легура алуминијума које обезбеђују одређену чврстину. Користе се за транспорт и складиштење течних и полутечних прехрамбених производа.